# Roy Wassberg
Roy Wassberg (Bergen, 28 settembre 1970) è un allenatore di calcio ed ex calciatore norvegese, di ruolo difensore.

## Carriera

### Club
Wassberg iniziò la carriera con la maglia del Brann, squadra della sua città natia. Nel 1994 si trasferì al Fyllingen. Passò a giocare poi in Grecia, nelle file dell'Ethnikos Pireo. Nel 1996 firmò un accordo con il Panionios, con cui vinse la Coppa di Grecia 1998. Rientrò poi in patria, per giocare nuovamente con il Brann. Divenne capitano del club nel 2003.
A metà del 2004, fu svincolato dal Brann e si accordò così con il Fyllingen. All'inizio del 2006, fu nominato allenatore del club, mantenendo comunque il suo ruolo in squadra.

## Palmarès

### Giocatore

#### Club

##### Competizioni nazionali
- Coppa di Grecia: 1

Panionios: 1998